# Schwarzer Brüllaffe

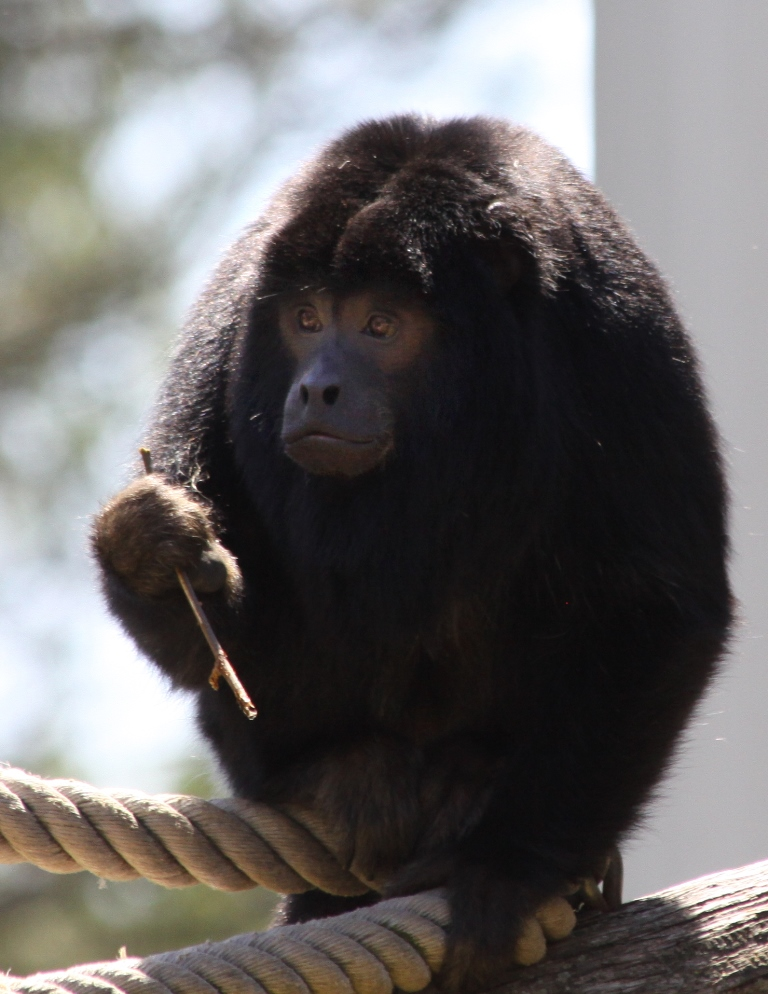
Männchen

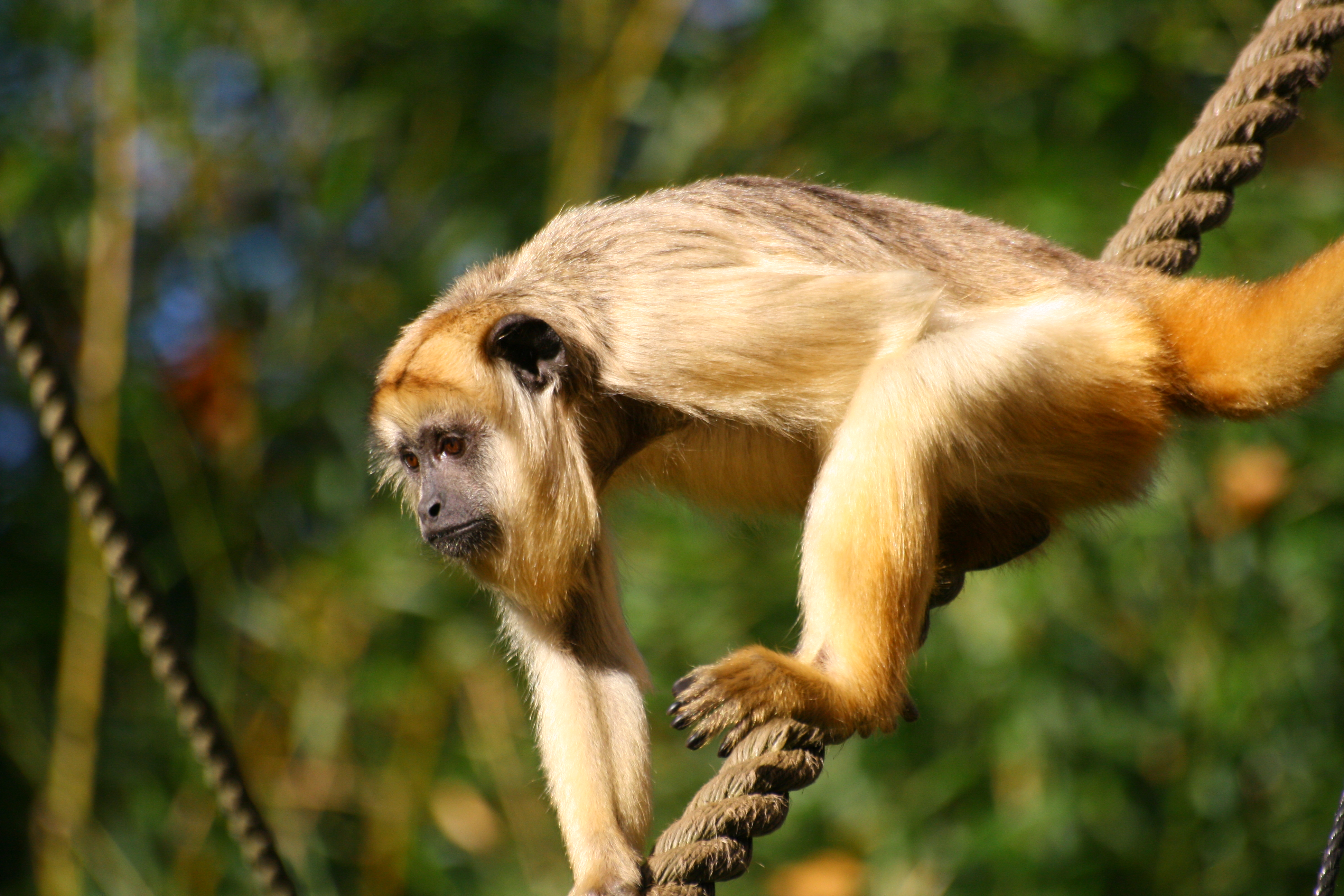
Weibchen

Der Schwarze Brüllaffe (Alouatta caraya) ist eine Primatenart aus der Gattung der Brüllaffen innerhalb der Klammerschwanzaffen (Atelidae). Er lebt in Südamerika.

## Merkmale
Schwarze Brüllaffen sind wie alle Brüllaffen relativ große, stämmig gebaute Primaten. Männchen erreichen eine Kopfrumpflänge von 50 bis 66 Zentimetern und wiegen durchschnittlich 6,7 Kilogramm, Weibchen erreichen eine durchschnittliche Kopfrumpflänge von 48 Zentimetern und ein Gewicht von rund 4,4 Kilogramm. Ein Geschlechtsdimorphismus herrscht nicht nur hinsichtlich der Ausmaße, sondern auch bei der Färbung: die Männchen sind schwarz gefärbt, die Weibchen sind gelbbraun oder olivfarben. Die Gliedmaßen sind lang und kräftig, der Schwanz ist gleich lang oder etwas länger als der Körper. Er ist als Greifschwanz ausgebildet und an der Unterseite des hinteren Endes unbehaart. Ebenfalls unbehaart ist das dunkel gefärbte Gesicht. Wie bei allen Brüllaffen sind das Zungenbein und der Schildknorpel des Kehlkopfs stark vergrößert.
Die Sinnesleistung der Schwarzen Brüllaffen ist auffallend, da einige der Gene durch Mutation deaktiviert sind, die Säugetieren normalerweise zu einem besseren Geruchssinn verhelfen. Stattdessen ist der Farbsinn trichromatisch, das heißt, es sind drei verschiedene Arten von Zapfen in der Netzhaut vorhanden. Diese Merkmale waren bislang nur beim Menschen und anderen Altweltaffen bekannt, nicht jedoch bei Neuweltaffen, zu denen der Schwarze Brüllaffe zählt.

## Verbreitung und Lebensraum

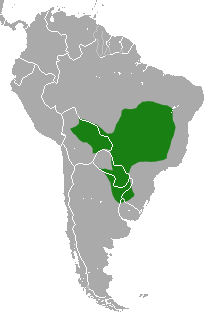
Verbreitungsgebiet des Schwarzen Brüllaffen

Schwarze Brüllaffen bewohnen das mittlere und südliche Brasilien, das östliche Bolivien, das östliche Paraguay und das nördliche Argentinien. Ihr Lebensraum sind Wälder und baumbestandene Gebiete, sie können in verschiedenen Lebensräumen leben, bevorzugen aber eher trockene Lebensräume wie Laubwälder und die savannenartige Cerrado-Region.

## Lebensweise und Ernährung
Diese Primaten sind tagaktiv und halten sich zumeist in den Bäumen auf, kommen aber zeitweise auf den Boden. Ihre Bewegungen sind eher langsam und bedächtig, sie springen selten. Allerdings können sie nur an ihrem Greifschwanz hängend nach Nahrung suchen. Sie leben in Gruppen, die üblicherweise aus 5 bis 8 (manchmal bis zu 19) Tieren bestehen und ungefähr gleich viel Männchen wie Weibchen umfassen. Am frühen Morgen lassen alle Gruppenmitglieder das für die Brüllaffen typische Gebrüll erklingen. Dieses Gebrüll dient dazu, andere Gruppen auf den eigenen Aufenthaltsort aufmerksam zu machen.
Schwarze Brüllaffen sind reine Pflanzenfresser, die sich vorrangig von Blättern ernähren. Je nach Jahreszeit nehmen sie in unterschiedlichem Ausmaß auch Früchte und Knospen zu sich. Um den niedrigen Nährwert ihrer Blätternahrung wettzumachen, halten sie lange Ruhepausen ein.

## Fortpflanzung
Nach einer rund 190-tägigen Tragzeit bringt das Weibchen in der Regel ein einzelnes Jungtier zur Welt. Dieses wiegt rund 125 Gramm und ist zunächst goldgelb gefärbt, erst später tritt die typische Erwachsenenfärbung auf. Rund ein Jahr lang kümmert sich die Mutter um das Junge. Männchen müssen beim Eintreten der Geschlechtsreife ihre Geburtsgruppe verlassen, während Weibchen oft zeitlebens dort verbleiben.

## Gefährdung
Aufgrund seines großen Verbreitungsgebietes, seiner Fähigkeit, auch mit vom Menschen umgeformten Lebensräumen zurechtzukommen und der geringen Größe seiner Territorien ist der Schwarze Brüllaffe weniger gefährdet als andere südamerikanische Primaten. Die IUCN listet ihn als nicht gefährdet.
In Deutschland wird die Art in Berlin, Frankfurt, Stuttgart (Deutsche Erstzucht) und Leipzig gepflegt. Seit 2023 ist sie auch im Allwetterzoo Münster anzutreffen.

## Systematik
Der Schwarze Brüllaffe ist eine von zehn Arten der Gattung der Brüllaffen (Alouatta). Innerhalb dieser Gattung ist er der einzige Vertreter der caraya-Gruppe und nimmt so eine Sonderstellung ein. Zwar gibt es zwei weitere schwarz gefärbte Brüllaffen, den Rothandbrüllaffen und den Amazonischen Schwarzen Brüllaffe, diese sind jedoch näher mit dem Roten Brüllaffen verwandt und zählen zur seniculus-Gruppe.